# NSTスーパータイム
『NSTスーパータイム』は、1990年10月1日から1997年3月28日まで6年半に新潟総合テレビで生放送されていた平日夕方の新潟県向けローカルワイドニュース番組である（『FNNスーパータイム』の新潟県ローカル扱い）。

## 番組概要
- 『NSTニュース予告編』 月曜 - 金曜 17:55 - 18:00に放送されていた『NSTスーパータイム』のローカルニュースの内容を紹介する番組。

- 1993年4月1日にオープニングタイトルが「NSTスーパータイム予告編」に変わったが、番組内テロップや新聞表記等はニュース予告編のままだったが、NST新潟オープンゴルフトーナメントの開催が近づくと、当番組の時間枠を短縮し、新潟オープンの予告番組を放送した。

- 「FNN NSTニュース555 ザ・ヒューマン」が17:55放送開始により、1997年3月28日をもって当番組は終了し、代わりに放送開始前30秒間の枠を使用してローカルニュースの内容を紹介する方式になった。

- オープニング映像は、放送開始時から1993年3月31日までは、NST設置のお天気カメラの映像をバックに、『NSTスーパータイム』のロゴを横一直線に並べた白テロップであった。

- それ以降は、フジテレビ版のものに「FNN」の部分をNSTに差し替え、ロゴが最後にアップし始める部分でフェードアウトするものを使用した。

- 正式タイトルは『NSTスーパータイム FNN』である。

- 週末の『FNNスーパータイム』と『NSTニュースコーナー』がそれぞれ別番組で放送した。

## 放送時間
- 月曜 - 金曜 18:00 - 19:00

## キャスター
- 長谷川晴彦
- 菊野麻子
- 岡田花菜子
- 関根美紀
- 大坪幸代
- 棚橋美稚誉

ほか